# Ellipse (Darstellende Geometrie)

Zentralprojektion eines Turmes mit Tor (Kreise) in Architektenanordnung

Kreise und Ellipsen spielen in der Darstellenden Geometrie hauptsächlich als Randkurven von Objekten wie Zylinder, Kegel und Rotationsflächen eine wichtige Rolle. Schneidet man einen geraden Kreiszylinder oder einen geraden Kreiskegel schräg ab, so entsteht als Schnittkurve beim Zylinder immer eine Ellipse, beim Kegel nur bei nicht zu schrägem Schnitt. Es besteht dann die Notwendigkeit, einen Kreis oder eine Ellipse entweder mittels einer Parallelprojektion oder einer Zentralprojektion auf eine Bildtafel zu projizieren.
- Bei einer Parallelprojektion entsteht als Bild immer eine Ellipse, falls die Ellipsenebene nicht zur Projektionsrichtung parallel ist (s. u.).
- Bei einer Zentralprojektion entsteht eine Ellipse oder eine Parabel oder eine Hyperbel, falls die Ellipsenebene den Augpunkt (Projektionszentrum) nicht enthält (s. u.).

Da der Hyperbel- und Parabelfall eher selten und der Kreis- bzw. Ellipsenfall der Regelfall ist, wurden für Ellipsen effektive Methoden entwickelt, ihre Bilder bei Parallelprojektion und Zentralprojektion zu konstruieren. Man kann relativ leicht eine Ellipse zeichnen, wenn ihr Mittelpunkt und ihre vier Scheitel bekannt sind. Also versucht man diese zu ermitteln. Dies ist im Fall einer Parallelprojektion deutlich einfacher als im Fall einer Zentralprojektion, da bei einer Parallelprojektion das Bild des Mittelpunktes der Mittelpunkt der Bildellipse ist (s. u.). Scheitel gehen allerdings fast nie wieder in Scheitel über. Bei Parallelprojektion liefern Scheitel wenigstens sog. konjugierte Durchmesser der Bildellipse, aus denen man mit Hilfe der Rytzkonstruktion die Scheitel rekonstruieren kann. Da meistens kein Ellipsenzirkel zur Verfügung steht, zeichnet man eine Ellipse am besten näherungsweise freihand mit Hilfe ihrer vier Scheitekrümmungskreise (s. u.). Diese Methode liefert erstaunlich „schöne“ Ellipsen. Auch Computer-Zeichenprogramme bieten oft die Möglichkeit, Ellipsen bei bekannten Mittelpunkten und Halbachsenlängen zu zeichnen.

## Parallelprojektion einer Ellipse
Den Nachweis, dass das Bild einer Ellipse bei einer Parallelprojektion wieder eine Ellipse ist, kann man begrifflich (ohne Rechnung) führen. Dies wird in vielen Büchern über Darstellende Geometrie so beschrieben. Ein kürzerer Weg verwendet analytische Geometrie und wird hier dargestellt.

### Beschreibung einer Ellipse

Ellipse als affines Bild des Einheitskreises

Orthogonale Durchmesser eines Kreises mit Tangentenquadrat, Mittelpunkten paralleler Sehnen und einem affinen Bild: Ellipse mit konjugierten Durchmessern, Tangentenparallelogramm und Mittelpunkten paralleler Sehnen

Eine Ellipse kann man als affines Bild des Einheitskreises auffassen und mit einer Parameterdarstellung
{\displaystyle {\vec {x}}={\vec {p}}(t)={\vec {f}}_{0}+{\vec {f}}_{1}\cos t+{\vec {f}}_{2}\sin t}
beschreiben: Eine affine Abbildung besteht aus einer linearen Abbildung und anschließender Verschiebung. Der Vektor {\displaystyle {\vec {f}}_{0}} beschreibt den Mittelpunkt der Ellipse und die Punktepaare {\displaystyle {\vec {f}}_{0}\pm {\vec {f}}_{1}} sowie {\displaystyle {\vec {f}}_{0}\pm {\vec {f}}_{2}} beschreiben Durchmesser der Ellipse und sind die Bilder zweier orthogonaler Durchmesser des Einheitskreises. Solche Paare von Durchmessern heißen konjugierte Durchmesser. {\displaystyle {\vec {f}}_{1},{\vec {f}}_{2}} stehen i. A. nicht senkrecht aufeinander. D. h., {\displaystyle {\vec {f}}_{0}\pm {\vec {f}}_{1}}  und {\displaystyle {\vec {f}}_{0}\pm {\vec {f}}_{2}} sind i. A. nicht die Scheitel der Ellipse. Durch Differentiation überzeugt man sich, dass
- (T): die Tangenten in den Punkten {\displaystyle {\vec {f}}_{0}\pm {\vec {f}}_{1}} die Richtung von {\displaystyle {\vec {f}}_{2}} und die Tangenten in den Punkten {\displaystyle {\vec {f}}_{0}\pm {\vec {f}}_{2}} die Richtung von {\displaystyle {\vec {f}}_{1}} haben (s. Bild).

Da bei einer affinen Abbildung Mittelpunkte von Strecken in die Mittelpunkte der Bildstrecken übergehen und Parallelität erhalten bleibt, gilt:
- (M): Die Mittelpunkte der zu {\displaystyle {\vec {f}}_{1}} parallelen Sehnen liegen auf dem Durchmesser {\displaystyle {\vec {f}}_{0}\pm {\vec {f}}_{2}} und umgekehrt. (s. Bild)

Da ein Kreis beliebig viele Paare orthogonaler Durchmesser hat, besitzt eine Ellipse beliebig viele Paare konjugierter Durchmesser. Ein Punktepaar {\displaystyle {\vec {p}}(t),{\vec {p}}(t+\pi )} beschreibt einen Durchmesser und das Paar {\displaystyle {\vec {p}}(t+\pi /2),{\vec {p}}(t-\pi /2)} den dazu konjugierten Durchmesser.
Die Eigenschaft (M) erlaubt es, bei gegebener Ellipse als Punktmenge (Kurve) aus zwei parallelen Sehnen einen Durchmesser {\displaystyle d_{1}} der Ellipse zu konstruieren. Der Mittelpunkt {\displaystyle M} des Durchmessers ist der Mittelpunkt der Ellipse. Konstruiert man anschließend den Mittelpunkt einer zu {\displaystyle d_{1}} parallelen Sehne, so erhält man durch Verbinden des Sehnenmittelpunktes mit {\displaystyle M} den zu {\displaystyle d_{1}} konjugierten Durchmesser {\displaystyle d_{2}}.
Für die Projektion einer Ellipse ist folgende Eigenschaft wichtig:
- Sind die Vektoren {\displaystyle {\vec {f}}_{0},{\vec {f}}_{1},{\vec {f}}_{2}} aus dem Raum, so erhält man eine Parameterdarstellung einer Ellipse im Raum.

### Beschreibung einer Parallelprojektion

Parallelprojektion einer Ellipse

Ellipse zu vorgegebenen konjugierten Halbmessern: Rytz-Konstruktion

Konstruktion der Scheitelkrümmungskreise einer Ellipse

Eine Parallelprojektion projiziert mit parallelen Strahlen Punkte (im Raum) auf eine Ebene (Bildtafel). Ist {\displaystyle {\vec {v}}} die Projektionsrichtung und wird die Bildebene durch die Gleichung {\displaystyle {\vec {n}}\cdot {\vec {x}}=d} beschrieben, so wird ein Punkt {\displaystyle {\vec {x}}} auf
{\displaystyle {\vec {x}}'={\vec {x}}+{\frac {d-{\vec {x}}\cdot {\vec {n}}}{{\vec {n}}\cdot {\vec {v}}}}{\vec {v}}}
abgebildet (s. Parallelprojektion). Es muss {\displaystyle {\vec {n}}\cdot {\vec {v}}\neq 0} gelten, da sonst die Bildtafel projizierend, d. h. parallel zur Projektionsrichtung wäre.
Wählt man die Bildtafel so, dass sie den Nullpunkt des Koordinatensystems enthält und wählt die Länge des Normalevektors {\displaystyle {\vec {n}}} so, dass {\displaystyle {\vec {n}}\cdot {\vec {v}}=1} ist, so nimmt die Projektionsformel folgende einfache Gestalt an:
{\displaystyle {\vec {x}}'={\vec {x}}-({\vec {x}}\cdot {\vec {n}}){\vec {v}}}
Die Projektion ist in dieser Form eine lineare Abbildung.
Gilt {\displaystyle {\vec {n}}={\vec {v}}}, so liegt eine orthogonale Projektion (auf die Ebene) vor.

### Bild einer Ellipse
Bildet man eine Ellipse
{\displaystyle {\vec {x}}={\vec {f}}_{0}+{\vec {f}}_{1}\cos t+{\vec {f}}_{2}\sin t}
gemäß der vereinfachten Projektionsformal ab, so ergibt sich als Bild die Kurve
{\displaystyle {\vec {x}}={\vec {g}}_{0}+{\vec {g}}_{1}\cos t+{\vec {g}}_{2}\sin t,}
wobei {\displaystyle {\vec {g}}_{i}={\vec {f}}_{i}-({\vec {f}}_{i}\cdot {\vec {n}}){\vec {v}},\ i=0,1,2} ist. Also gilt, falls die Ellipsenebene nicht parallel zur Projektionsrichtung ist:
- Das Bild einer Ellipse ist bei Parallelprojektion eine Ellipse. Im Fall {\displaystyle {\vec {f}}_{1}\cdot {\vec {n}}=0,{\vec {f}}_{2}\cdot {\vec {n}}=0} sind die Ellipsenebene und die Bildtafel parallel und das Bild ist kongruent zur Originalellipse.
- Das Bild des Mittelpunktes ist der Mittelpunkt der Bildellipse.
- Konjugierte Halbmesser (Durchmesser) gehen in ebensolche über.

### Konstruktion der Bildellipse
Konstruktionsschritte:
1. Konstruktion des Mittelpunkts {\displaystyle M} und zweier konjugierter Punkte {\displaystyle P_{1},P_{2}} der Bildellipse. Als Urbilder von {\displaystyle P_{1},P_{2}} wählt man in der Regel einen Scheitel und einen Nebenscheitel der Originalellipse.
2. Bestimmung der Ellipsenachsen mit Hilfe der Rytz-Konstruktion (s. Bild).
  1. Drehung von {\displaystyle P_{1}} um 90 Grad auf {\displaystyle P_{2}} zu.
  2. Hilfsgerade durch den gedrehten Punkt und {\displaystyle P_{2}} zeichnen.
  3. Kreis durch {\displaystyle M}, dessen Mittelpunkt Mittelpunkt des gedrehten Punktes und {\displaystyle P_{2}} ist.
  4. Der Kreis schneidet die Hilfsgerade in zwei Punkten, deren Verbindungen zu {\displaystyle M} die Achsengeraden ergeben.
  5. Die Halbachsenlängen lassen sich auf der Hilfsgeraden abmessen und damit die vier Scheitel zeichnen.
3. Zeichnen der Ellipse mit einem Ellipsenzirkel oder der Scheitelkrümmungskreismethode. Dabei bestimmt man (wenn der Mittelpunkt und die vier Scheitel bekannt sind) nach der im Bild beschriebenen Methode zunächst die Mittelpunkte {\displaystyle M_{1},M_{2}} zweier Scheitelkrümmungskreise (der Hilfspunkt {\displaystyle H} ergänzt die Punkte {\displaystyle M,S_{1},S_{2}} zu einem Rechteck). Mit Hilfe der Radien dieser Kreise lassen sich die fehlenden zwei Mittelpunkte für die restlichen zwei Scheitelkrümmungskreise antragen und die Krümmungskreise zeichnen. Nun ist es relativ leicht, freihand oder mit einem Kurvenlineal eine Kurve so einzuzeichnen, dass sie die großen Krümmungskreise von innen und die kleinen von außen berührt.

Projektion eines Würfels mit Kreisen: Vogelperspektive (links), senkrechte Parallelprojektion (Mitte), Zentralprojektion (rechts)

### Sonderfälle
1. Ist die Bildtafel parallel zur Kreis- bzw. Ellipsenebene (z. B. Vogelperspektive, s. Bild), so wird der Kreis bzw. die Ellipse unverzerrt abgebildet. Es brauchen also nur das Bild des Mittelpunktes und im Fall einer Ellipse zwei Scheitel ermittelt zu werden.
2. Bei einer orthogonalen Parallelprojektion eines Kreises ist meistens keine Rytzkonstruktion nötig (s. orthogonale Axonometrie), da der Kreisdurchmesser, der parallel zur Bildtafel liegt, auf die Hauptachse der Bildellipse abgebildet wird. Mit Hilfe eines weiteren Ellipsenpunktes lässt sich dann auch die kleine Halbachsenlänge bestimmen.

## Zentralprojektion

Zentralprojektion eines Kreises

Eine Zentralprojektion ist rechnerisch und zeichnerisch deutlich schwieriger zu handhaben. Im Gegensatz zur Parallelprojektion kann das Bild eines Kreises nicht nur eine Ellipse sein, sondern auch eine Hyperbel und im Sonderfall auch eine Parabel. Selbst im Fall, dass das Bild eine Ellipse ist, geht der Kreismittelpunkt nicht in den Mittelpunkt der Bildellipse über (s. Bild). Damit gehen senkrechte Kreisdurchmesser auch nicht in konjugierte Durchmesser der Bildellipse über. Das zeichnerische Instrumentarium der Parallelprojektion ist also direkt nicht anwendbar. Erst, wenn man in der Lage ist, den Mittelpunkt einer Bildellipse und ein Paar konjugierter Durchmesser (Halbmesser) zu bestimmen, kann man wie oben mit der Rytzkonstruktion die Achsen bestimmen und die Bild-Ellipse zeichnen.
Ist man nur an einer skizzenhaften Zeichnung der Bildellipse interessiert, so kann man ein Tangentenparallelogramm samt Berührpunkten abbilden und die Ellipse mit Hilfe eines Kurvenlineals einfügen (s. Beispiel: Würfel mit Kreisen). Die Genauigkeit kann man durch Hinzunahme weiterer Punkte, z. B. der Punkte auf den Diagonalen und ihrer Bilder, erhöhen.
Ist das Bild eines Kreises eine Hyperbel, so lohnt es sich, die Asymptoten der Bildhyperbel zu konstruieren. Sie sind die Bilder der Tangenten in den beiden Schnittpunkten des Kreises mit der Verschwindungsebene. Der Schnitt der Asymptoten ist der Mittelpunkt der Bildhyperbel. Es genügt dann, einen Punkt der Hyperbel aus Grund- und Aufriss zu konstruieren. Mit der Eigenschaft „Mittelpunkt der Sehne halbiert auch die Sehne der Asymptoten“ lassen sich anschließend beliebig viele Hyperbelpunkte im perspektiven Bild erzeugen.

### Mögliche Bilder eines Kreises

Zentralprojektion einer Kugel: Augpunkt in der Kugel, als Kreisbilder treten Kreis, Ellipse, Hyperbel und Gerade auf.

Falls die Kreisebene durch den Augpunkt geht, d. h. projizierend ist, ist das Bild des Kreises eine Strecke oder Gerade.
In allen folgenden Fällen soll der Kreis nicht in einer Ebene durch den Augpunkt liegen.
- Fall 0: Falls der Kreis parallel zur Bildtafel ist, ist das Bild wieder ein Kreis und der Kreismittelpunkt geht in den Mittelpunkt des Bildkreises über. Falls der Kreis in der Bildtafel liegt, bleibt der Radius unverändert; liegt er nicht in der Bildtafel, wird der Radius des Bildkreises skaliert (s. Bild).
- Fall 1: Falls der Kreis vor der Verschwindungsebene {\displaystyle \pi _{v}} (d. i. die Ebene durch den Augpunkt, die parallel zur Bildtafel ist, s. Bild) liegt, ist das Bild eine Ellipse (s. Bild).
- Fall 2: Falls der Kreis die Verschwindungsebene berührt (in einem Punkt), ist das Bild eine Parabel.
- Fall 3: Falls der Kreis die Verschwindungsebene schneidet (in zwei Punkten), ist das Bild eine Hyperbel.

Um dies einzusehen, stellt man sich den Kegel vor, der von dem Kreis und dem Augpunkt erzeugt wird. Dies ist i. A. kein gerader Kreiskegel, aber das affine Bild eines solchen. Auch für so einen Kegel gilt (wie bei einem geraden Kreiskegel): Ebene Schnitte mit Ebenen, die nicht die Kegelspitze enthalten, sind nichtausgeartete Kegelschnitte. Und zwar a) eine Ellipse (Fall 0, 1), wenn die Ebene nicht parallel zu einer Mantellinie ist und den Kegel nur in einer Kurve schneidet, b) eine Parabel (Fall 2), wenn die Ebene parallel zu einer Mantellinie ist und c) eine Hyperbel (Fall 3), wenn die Ebene den Kegel in zwei Kurven schneidet. Insbesondere in den letzten beiden Fällen kann man den Kreis nicht vollständig abbilden, sondern nur einen Teil. Im Fall einer Hyperbel wird nur der Kreisbogen vor der Verschwindungsebene abgebildet, so wie man allgemein bei einer Zentralprojektion nur Punkte vor der Verschwindungsebene, d. h. auf der Seite der Bildtafel liegende Punkte, abbildet. Wenn man erwähnt, dass eine Zentralprojektion das Sehen mit einem Auge nachahmt, darf man sich nicht die Bildtafel als Netzhaut vorstellen, sondern, dass das Betrachten einer Zentralprojektion (mit dem Auge im Augpunkt und Fixierung des Hauptpunktes) das reale Objekt vollkommen ersetzt.
Bei der Projektion einer Kugel mit Längen- und Breitenkreisen können alle Fälle auftreten, falls der Augpunkt (Projektionszentrum) in der Kugel liegt (s. Bild).

Zentralprojektion eines Kreises parallel zur Bildtafel
Zentralprojektion eines Kreises als Ellipse

Zentralprojektion eines Kreises als Parabel
Zentralprojektion eines Kreises als Hyperbel

### Projektion eines Kreises als Ellipse
Damit das Bild eines Kreises eine Ellipse wird, muss der Kreis vor der Verschwindungsebene (s. Bild) liegen. Dies wird im Folgenden vorausgesetzt.
Um eine Ellipse konstruieren zu können, benötigt man zwei konjugierte Durchmesser. Zwei konjugierte Durchmesser schneiden sich im Mittelpunkt. Ein Durchmesser einer Ellipse besitzt in den Ellipsenpunkten immer parallele Tangenten (s. oben). Also benötigt man ein Kriterium, wann zwei Geraden auf zwei parallele Geraden abgebildet werden. Das Kriterium lautet:
- Geraden, die sich auf der Verschwindungsebene schneiden, werden auf parallele Geraden abgebildet (s. Bild).

Zentralprojektion zweier Geraden als parallele Geraden
Zentralprojektion eines Kreises als Ellipse mit Tangenten

### Projektion eines horizontalen Kreises

Zentralprojektion eines Kreises als Ellipse: Urbilder konjugierter Durchmesser

In der Praxis wählt man bei der Zentralprojektion eines Kreises (vor der Verschwindungsebene) das Tangentenpaar, das sich im Lotfußpunkt {\displaystyle L} des Lotes {\displaystyle l} vom Kreismittelpunkt auf die Verschwindungsgerade der Kreisebene schneidet (s. Bild). Die Strecke {\displaystyle {\overline {Q_{1}Q_{2}}}} ist das Urbild des ersten Durchmessers der Bildellipse. Da er parallel zur Verschwindungsgerade und damit auch zur Bildtafel ist, liegt das Urbild des dazu konjugierten Durchmessers auf der Lotgeraden {\displaystyle l} (s. Bild: Punkte {\displaystyle P_{1},P_{2}}) und die zugehörigen Tangenten sind parallel zur Bildtafel. D. h., die Urbilder des zweiten parallelen Tangentenpaares (der Bildellipse) sind im Urbild schon parallel. Der Schnittpunkt {\displaystyle M_{e}} der Kreissehnen {\displaystyle {\overline {Q_{1}Q_{2}}},{\overline {P_{1}P_{2}}}} ist das Urbild des Mittelpunktes der Bildellipse. Da man für die Rytzkonstruktion nur den Mittelpunkt und zwei konjugierte Halbmesser benötigt, genügt es {\displaystyle M_{e}} und zwei konjugierte Punkte abzubilden (im Bild {\displaystyle P,Q}). Mit Hilfe der Rytzkonstruktion (s. oben) bestimmt man die vier Scheitel und zeichnet die Ellipse schließlich mit Hilfe der Krümmungskreismethode.

Zentralprojektion eines Kreises als Ellipse: Konstruktions-Vorlage in Architektenanordnung
Zentralprojektion eines Kreises als Ellipse: Lösung

### Projektion eines senkrecht stehenden Kreises

Zentralprojektion eines senkrecht stehenden Kreises: Vorgabe (links) und Lösung

Bei der Projektion eines senkrecht stehenden Kreises (nicht parallel zur Bildtafel) dreht man den Kreis um die horizontale Gerade durch den Mittelpunkt, sodass er horizontal liegt (s. Beispiel). Dabei ist zu beachten, dass die Verschwindungsgerade der Kreisebene (im Bild die hellblaue Gerade) mitgedreht wird. In dieser Lage bestimmt man wie im vorigen Beispiel die Urbilder des Mittelpunktes {\displaystyle M_{e}} und zweier konjugierter Punkte {\displaystyle P,Q} der Bildellipse und dreht diese wieder zurück (in Grund- und Aufriss). Die Punkte {\displaystyle M_{e},P,Q} werden in das perspektive Bild übertragen und dort mit Hilfe einer Rytzkonstruktion die Ellipsenachsen bestimmt. Anschließend kann die Ellipse gezeichnet werden. Will man den Kreis als Grundlage für ein Ziffernblatt verwenden (s. Bild), trägt man die Unterteilungen im Grundriss zunächst auf dem horizontalen Kreis ein und dreht die Punkte mit dem Kreis zurück in die senkrechte Lage. Danach werden die Punkte in das perspektive Bild übertragen.
Ein weiteres Beispiel für die Zentralprojektion eines senkrecht stehenden Kreises zeigt das erste Bild (s. oben): Turm mit einem Torbogen.

## Sonderfall: Stereographische Projektion

Stereographische Projektion einer Kugel mit Längen- und Breitenkreisen von einem Äquatorpunkt O aus.
Das Netz aus Kreisbögen innerhalb des lila Kreises (links) nennt man Wulff'sches Netz. Es wurde früher in der Kristallographie zum Erstellen einer stereographischen Projektion von Hand verwendet.

Bei der stereographischen Projektion projiziert man Punkte der Kugeloberfläche von einem Punkt der Kugel aus auf die Tangentialebene des gegenüberliegenden Punktes. Wählt man eine dazu parallele Bildebene, so entsteht eine zum Standard-Bild skalierte stereographische Projektion. Damit das Bild nicht zu groß wird, kann man also auch auf die zur Tangentialebene parallele Ebene durch den Mittelpunkt der Kugel projizieren (s. Bild). Der durch die Bildebene ausgeschnittene Großkreis liegt schon in der Bildebene. Er wird also auf sich abgebildet (s. lila Kreis). Das Besondere einer stereographischen Projektion ist ihre Kreistreue, d. h.:
- Das Bild jedes Kreises, der nicht durch {\displaystyle O} geht, ist wieder ein Kreis (!). Ein Kreis durch das Projektionszentrum {\displaystyle O} wird auf eine Gerade abgebildet (im Bild: blau und grün).

Es werden also Kreise auf Kreise abgebildet, obwohl sie nicht parallel zur Bildtafel sind (vgl. Abschnitt Mögliche Bilder eines Kreises).
Einen Beweis der Kreistreue der stereographischen Projektion findet man hier.

## Konstruktion von Ellipsentangenten und deren Berührpunkte
Konstruktionen von Ellipsentangenten werden in der Regel in drei Schritten durchgeführt:
1. SchrittTransformation der Ellipse und eventuell zusätzliche gegebenen Punkte und Geraden mittels einer affinen Achsenstreckung, sodass die Ellipse auf einen der beiden Scheitelkreise übergeht.
2. SchrittLösung des Tangentenproblems an dem Scheitelkreis.
3. SchrittRücktransformation der Kreistangenten und Berührpunkte.
Die Tangenten selbst sind zeichnerisch oft gut freihändig anzulegen. Aber die Berührpunkte sind freihändig nur sehr ungenau zu schätzen und sollten mit den hier beschriebenen Verfahren konstruiert werden.
Tangenten und ihre Berührpunkte lassen sich auch im Rahmen der Analytischen Geometrie rechnerisch bestimmen. Siehe hierzu Ellipse.

### Kreistangenten
Tangente in einem Kreispunkt
Sind ein Kreis {\displaystyle k} und ein Kreispunkt  {\displaystyle P} (in der Zeichnung blau) gegeben, so ist die Lotgerade in {\displaystyle P} auf den Radius {\displaystyle {\overline {MP}}}  die Tangente (rot) im Punkt {\displaystyle P}.
Tangenten durch einen Punkt außerhalb des Kreises
Sind ein Kreis {\displaystyle k} und ein Punkt {\displaystyle P}, der nicht auf {\displaystyle k} liegt, gegeben, so liegen die beiden Berührpunkte {\displaystyle U,V} der gesuchten Tangenten auf dem Thaleskreis (in der Zeichnung grün) über der Strecke {\displaystyle {\overline {MP}}}. Die Tangenten im Punkt {\displaystyle P} sind die Geraden {\displaystyle PU,PV}.
Tangenten parallel zu einer gegebenen Gerade
Sind ein Kreis {\displaystyle k} und eine Gerade {\displaystyle g} gegeben, so sind die Berührpunkte der gesuchten Tangenten die Schnittpunkte der Lotgerade {\displaystyle MG} zu {\displaystyle g} durch den Mittelpunkt {\displaystyle M}. Die Tangenten gehen durch {\displaystyle U} bzw. {\displaystyle V} und sind parallel zu {\displaystyle g}.

Tangente in einem Kreispunkt
Tangenten durch einen Punkt außerhalb
Tangenten parallel zu einer Gerade

### Achsenstreckungen

Affine Abbildung: Achsenstreckung

Sind eine Gerade {\displaystyle a} (die Achse) und ein Punktepaar {\displaystyle P,P'} nicht auf {\displaystyle a} gegeben, so wird durch die Abbildungsvorschrift in der Zeichnung eine perspektiv affine Abbildung mit der Achse {\displaystyle a} und Richtung {\displaystyle PP'} beschrieben. Ist die Gerade {\displaystyle PP'} nicht parallel zur Achse, so nennt man die affine Abbildung eine Achsenstreckung. (Falls {\displaystyle PP'} parallel zur Achse {\displaystyle a} ist, ist die Abbildung eine Scherung.) Die Achse besteht aus den Fixpunkten der Abbildung. Falls die Gerade {\displaystyle PX} parallel zu {\displaystyle a} ist, ist {\displaystyle X'} der Schnittpunkt der Parallele durch {\displaystyle P'} zu {\displaystyle a} mit der Parallele durch {\displaystyle X} zur Gerade {\displaystyle PP'}.
Bei der Konstruktion von Tangenten an eine Ellipse wählt man die Hauptachse der Ellipse als Achse und die Nebenachse der Ellipse gibt die Richtung der Achsenstreckung an. Die Nebenscheitel werden dabei auf die Punkte des großen Scheitelkreises auf der Nebenachse abgebildet (s. nächstes Bild). Die Ellipse wird also durch die Achsenstreckung auf den großen Scheitelkreis abgebildet (gestreckt). Punkt und Bildpunkt liegen hier immer auf einem Lot zur Hauptachse.
Falls es zeichnerisch günstiger ist, kann man die Ellipse auch auf den kleinen Scheitelkreis abbilden (stauchen).

### Ellipsentangenten
In diesem Abschnitt wird immer vorausgesetzt, dass die Ellipse durch ihre 4 Scheiteln bekannt ist. Falls nur konjugierte Halbmesser bekannt sind, müssen zuerst mit Hilfe einer Rytzschen Achsenkonstruktion die Scheitel bestimmt werden und anschließend die Ellipse mit einer der zur Verfügung stehenden Methode gezeichnet werden. Für die Beziehung zwischen Scheitelkreispunkte und Ellipsenpunkte ist die Kenntnis der Punktkonstruktion nach de La Hire hilfreich.

Tangente in einem Ellipsenpunkt

Tangente parallel zu einer Gerade

Gegeben sei eine Ellipse und ein Punkt {\displaystyle P} der Ellipse. Die Ellipse wird mit Hilfe der Streckung an der Hauptachse, die den Scheitel {\displaystyle S_{2}} auf den Punkt {\displaystyle S'_{2}} des großen Scheitelkreises abbildet, auf den großen Scheitelkreis {\displaystyle k'} abgebildet. Der Punkt {\displaystyle P} geht dabei in den Kreispunkt {\displaystyle P'} über. Anschließend konstruiert man (wie oben beschrieben) die Kreistangente in {\displaystyle P'}. Falls die Tangente parallel zur Hauptachse ist, ist {\displaystyle P} einer der Nebenscheitel und die Tangente ist eine parallele zur Hauptachse. Im anderen Fall schneidet die Kreistangente die Hauptachse der Ellipse in einem Punkt {\displaystyle W}. Bei der Rücktransformation geht {\displaystyle P'} wieder in {\displaystyle P} über und der Punkt {\displaystyle W} ist als Achsenpunkt ein Fixpunkt. Die Tangente ist also die Gerade {\displaystyle PW}.

Ellipsentangenten: Zylinderstumpf in Vogelperspektive

Falls der Punkt {\displaystyle W} zeichnerisch nicht erreichbar ist (außerhalb der Zeichenfläche liegt) sollte man als Streckachse die andere Ellipsenachse wählen und die Ellipse auf den kleinen Scheitelkreis stauchen.
Eine weitere einfache Konstruktion der Tangente in einem Ellipsenpunkt benutzt die Brennpunkteigenschaft. Brennpunkte werden in der Darstellenden Geometrie aber nur selten verwendet und müssten zunächst auch erst konstruiert werden.

Tangente durch einen Punkt außerhalb einer Ellipse

Tangenten durch einen Punkt außerhalb
Gegeben sei eine Ellipse und ein Punkt {\displaystyle P} außerhalb der Ellipse. Die Ellipse wird mit Hilfe der Streckung an der Hauptachse, die den Scheitel {\displaystyle S_{2}} auf den Punkt {\displaystyle S'_{2}} des großen Scheitelkreises abbildet, auf den großen Scheitelkreis {\displaystyle k'} abgebildet. Der Punkt {\displaystyle P} geht dabei in den Punkt {\displaystyle P'} über. Zur Konstruktion von {\displaystyle P'} wird die Gerade {\displaystyle PS_{2}} und deren Bild unter der Achsenstreckung verwendet. Anschließend konstruiert man (wie oben beschrieben) die Kreistangenten durch {\displaystyle P'} mit Hilfe des Thaleskreises. Die beiden Berührpunkte {\displaystyle U',V'} auf dem Scheitelkreis werden durch Umkehrung der Achsenstreckung zu den Berührpunkten der gesuchten Tangenten. Die Ellipsentangenten durch P sind die Geraden {\displaystyle PU,PV}.
Falls der Punkt {\displaystyle P} auf einer der Ellipsenachsen liegt, lässt sich diese Achse als Streckachse wählen. {\displaystyle P} ist dann ein Fixpunkt und die Konstruktion vereinfacht sich.
Tangenten parallel zu einer Gerade
Gegeben sei eine Ellipse und eine Gerade {\displaystyle g}, die nicht parallel zu einer Ellipsenachse ist. (Andernfalls sind die gesuchten Tangenten Scheiteltangenten.) Die Ellipse wird mit Hilfe der Streckung an der Hauptachse, die den Scheitel {\displaystyle S_{2}} auf den Punkt {\displaystyle S'_{2}} des großen Scheitelkreises abbildet, auf den großen Scheitelkreis {\displaystyle k'} abgebildet. Da man für die Lösung der Aufgabe irgendeine Parallele der Geraden {\displaystyle g} verwenden kann, wählt man hier die zu {\displaystyle g} parallele Gerade {\displaystyle h}  durch {\displaystyle S_{4}}. (Dadurch wird die Konstruktion optisch entzerrt.) Mit Hilfe des Fixpunktes {\displaystyle H} erhält man {\displaystyle h'}. Die zu {\displaystyle h'} parallelen Tangenten des großen Scheitelkreises liefern deren Berührpunkte {\displaystyle U',V'} am Kreis. Die Rücktransformation dieser Punkte ergibt die Berührpunkte {\displaystyle U,V} der Ellipsentangen. (In der Zeichnung wurde nur der Punkt {\displaystyle U} und die Tangente in diesem Punkt konstruiert.)

### Beispiel
Die Zeichnung zeigt einen Zylinderstumpf (schräg abgeschnittener senkrechter Kreiszylinder) in Vogelperspektive. Der Basiskreis ist wieder ein Kreis mit demselben Radius. Die Konstruktion der Schnittellipse erfolgte durch Antragen konjugierter Halbmesser und anschließender Rytz-Konstruktion wurde aber zur besseren Übersicht hier weggelassen. Die Achsen und Scheitel der Schnittellipse sind also schon bekannt. Um die parallelen Umriss-Strecken zu finden, werden die zur Zylinderachse parallelen Tangenten und ihre Berührpunkte konstruiert (s. oben). Man beachte, dass die Berührpunkte punktsymmetrisch zum Mittelpunkt der Ellipse liegen. Es muss also nur ein Berührpunkt aufwendig konstruiert werden. Die Berührpunkte am Basiskreis liegen auf dem zur Zylinderachse senkrechten Durchmesser.
Eigentlich sind die Ellipsentangenten schon durch die Kreistangenten bekannt. Um die Berührpunkte (Endpunkte der Umriss-Strecken) zu bestimmen, muss dann doch die aufwendige Konstruktion durchgeführt werden.